# 鳥羽市立鏡浦中学校
鳥羽市立鏡浦中学校（とばしりつ かがみうらちゅうがっこう）は、かつて三重県鳥羽市にあった公立中学校。鳥羽市立鳥羽東中学校に統合され、2014年（平成26年）3月31日をもって閉校した。
閉校直前の2014年（平成26年）3月25日現在の生徒数は2人で、同年3月の卒業生を含めると10人であった。

## 概要
全校生徒は例年20〜30人という小規模校であった。この小規模校の特性を生かしたきめ細かな指導、確かな学力の育成が模索されていた。生徒の祖母のほとんどは海女をしているが、生徒の生活は地域の産業から離れつつあり、漁業体験・調査学習を通して、漁業と自分のつながりを実感していた。
生徒数
| 年度（年）     | 生徒数 |
| 平成 2（1990） | 93     |
| 平成14（2002） | 49     |
| 平成19（2007） | 23     |
| 平成23（2011） | 26     |
| 平成26（2014） | 10     |

校地は伊勢湾口にある生浦湾（おうのうらわん）を見下ろす高台にあり、鳥羽市鏡浦地区の避難所・一時立ち退き場所になっていた。三重県の想定では東南海地震・東海地震・南海地震の3地震が同時発生した場合、生浦湾に最大3.23mの津波が押し寄せるとされており、2011年（平成23年）6月9日には隣接する鏡浦小学校と合同で避難訓練が行われた。
地元で開かれる「牡蠣の国まつり」（浦村かきの無料提供・販売などを主としたイベント）に協力者として名を連ねていた。

## 沿革
- 1947年（昭和22年）4月 - 鏡浦村立鏡浦中学校として開校[11]。
- 1950年（昭和25年）8月20日 - 新校舎が落成、9月1日から新校舎に移転[12]。
- 1954年（昭和29年）11月1日 - 町村合併により、鳥羽市立鏡浦中学校に改称。
- 1961年（昭和36年）2月3日 - 鉄筋2階建の校舎落成式を挙行[13]。
- 1963年（昭和38年） - 教室を増築、へき地集会所完成[14]。
- 1989年（平成元年）
  - 2月28日 - 校舎の増築・大規模改造工事が完了、竣工式を挙行[15]。
  - 10月31日 - 体育館の新築工事が着工[15]
- 1990年（平成2年）4月 - 屋内運動場（体育館）が完成[16]。
- 1999年（平成11年） - カキの養殖体験を開始する。
- 2002年（平成14年） - 個に応じた指導の充実を実践研究する[17]「学力向上フロンティアスクール」に指定される[18]。
- 2011年（平成23年）
  - 2月7日 - 2013年（平成25年）度に鳥羽東中学校へ統合することが発表される[19]。
  - 7月下旬 - 6月に鳥羽市の姉妹都市であるアメリカ合衆国サンタバーバラ市の小学5年生から鳥羽市に届いた東日本大震災に対する激励の三行詩（英語俳句）の校内展示を開始[20]。鏡浦中学校区は、東北地方太平洋沖地震に伴う津波でカキの養殖に被害が出た[20]。
- 2014年（平成26年）
  - 3月8日 - 最後の卒業式を挙行[2]。
  - 3月25日 - 閉校式を挙行[1]。
  - 3月31日 - 閉校[1]。

## 海と関わる学習活動
鏡浦中学校では海と関わる学習活動が行われていた。
1999年（平成11年）度から地域で盛んなカキの養殖体験を行っていた。2001年（平成13年）から総合的な学習の時間（THE KAGAMIURA）を利用するようになり、年度を追うごとに漁業体験・干物やカキ料理作り・カキ販売など活動の幅を広げ、2010年（平成22年）には年間を通してさまざまな実習・調査活動を組み込んだ。この活動には、学校の近くにある海の博物館との連携も重要な役割を果たしていた。2010年（平成22年）からは総合学習を利用して地元の漁師が行っている生浦湾のアマモ場の保存・再生事業に、環境教育と絡めて積極的に関わっていた。アマモを含む藻場は「海のゆりかご」と呼ばれ、稚魚の生育に必要な環境である。
2011年（平成23年）2月17日に海の博物館で開かれた、「アマモ場の再生を目指して－漁業者と参加中学生の交流」に参加した。この会には、的矢湾で同じくアマモ場再生を行っている志摩市立的矢中学校や漁業関係者、三重大学生物資源学部の教授ら約120名が参加し、地域間・世代間を越えた交流が行われた。同年6月6日には浦村町の小白浜海岸でアマモ移植体験を行った。この海岸は「こじらはま」と読み、映画『ゴジラ』の第1作のロケ地になった場所の近くでもある。

## 学区
鳥羽市立鏡浦小学校と同じであった。
- 石鏡町（いじかちょう）
- 浦村町（うらむらちょう）

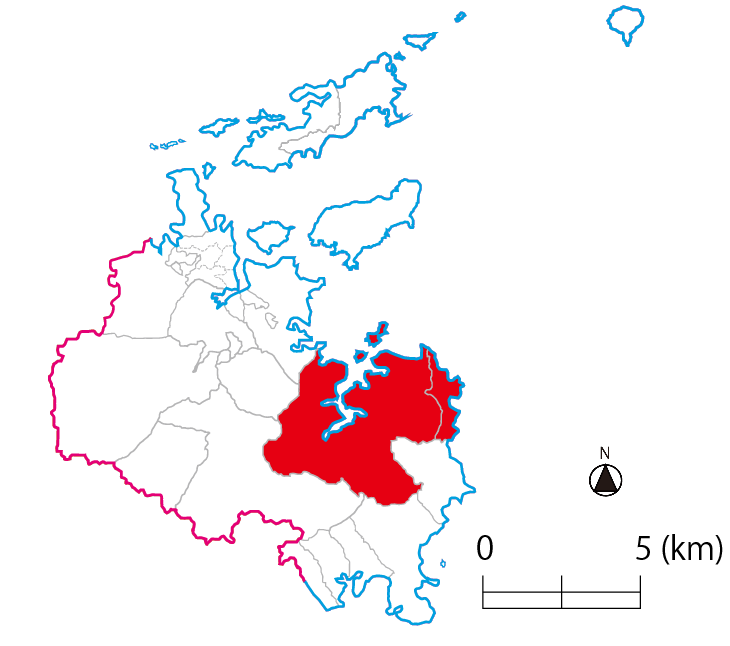
旧・鏡浦中学校の学区

学区は上記の2町だけであったが、通学に約1時間かかる生徒もいた。

## 交通
- かもめバス向井バス停から徒歩約12分（約1km）。
- 三重県道750号阿児磯部鳥羽線沿い。

## 周辺
- 鳥羽市立鏡浦小学校
- 海の博物館

## 出身者
閉校までに2,808人が卒業した。
- 山川豊 - 演歌歌手[1]